# 애리 레녹스
애리 레녹스(Ari Lennox, 1991년 3월 26일 ~ )는 미국의 싱어송라이터이다.

## 음반 목록

### 정규 음반
- Shea Butter Baby (2019)

### EP
- Ariography (2013)
- Pho (2016)